# Velpke
Velpke é um município da Alemanha localizado no distrito de Helmstedt, estado da Baixa Saxônia.
É membro e sede do Samtgemeinde de Velpke.